# Maison Julia
La Casa Julià, ou maison Julia, est une maison patricienne médiévale de Perpignan datant de la seconde moitié du XIVe siècle. Elle est située dans la rue Fabriqués den Nabot, dans le quartier historique de la paroisse Saint-Jean. Elle appartenait à une famille bourgeoise Perpignanaise du XIVe siècle qui portaient pour nom Julià. Elle témoigne du courant architectural du gothique catalan.

## Historique
On peut attribuer la construction de cette maison à un architecte du nom de Joseph Nabot. Son nom de famille est mentionné dans le coronell de don Garau de Sant Marti et donne donc son nom à la rue Fabrique den Nabot. Même si la construction de cette maison peut lui être attribué, ce n’est pas sa propre maison. Ce qui est sûr c’est qu’en 1839, la maison appartient à la famille Julia car l’on apprend le 15 juillet 1839 le décès de François Julia dans cette même maison. C’est une maison qu’il a dû sûrement acquérir dans le 1er tiers du XIXe siècle grâce à une situation financière assez favorable. Après sa mort, son fils, Jean Julia hérite de la maison. Il la gardera jusqu’à sa mort en 1879. Jean Julia avait lui deux enfants : Léon et Fréderic. Durant le partage de ses biens, c’est Léon qui va récupérer la maison. Maison dans laquelle il va faire énormément de travaux jusqu’à sa mort en 1896. Léon avait une fille qui s’appelle Amélie et qui va hériter à son tour cette maison. Ce qu’il faut savoir à propos de cette maison c’est que ses travaux étaient si importants, si lourds que la famille Julia va se retrouver endettée. Dette qu’elle ne va jamais pouvoir acquitter. Donc la maison est mise aux enchères en 1907 au crédit Foncier de France. En 1910, elle est rachetée par Henri Jonquères d’Oriola qui va la garder pendant environ 70 années. Effectivement, il va la revendre car l’entretien de la maison est très couteux. Ensuite, le service Départemental d’Architecture envisage de s’y installer à deux reprises mais elle va rester inoccupée pendant 20 ans.

## Description

### Une demeure patricienne du Moyen Âge
La maison Julia se compose de deux corps de bâtiments et d’une cour d’un plan carré. Le plan de cette maison est en L et nous témoigne d’une longue façade appropriée au corps principal du logis. Toute la partie nord de l’édifice était jusqu’au XIXe siècle, libre de construction. Au nord ouest nous avons une tour et au nord est un corps de logis rectangulaire. Ces deux corps se disposent sur trois niveaux : un rez-de-chaussée et deux étages qui à l’origine font la même hauteur. Nous pouvons voir grâce au chaînage de l’angle sud-ouest de la tour et à une maçonnerie différente sur les élévations que le logis principal a été surélevé sûrement au XXe siècle. D’ailleurs, on ne conserve pas des élévations de types médiévales à cause de cette surélévation. On retrouve tout de même des portails de ce type qui donnent sur cette rue Fabriqués den Nabot.

### L'entrée de la cour intérieure
À l’entrée de la cour de la casa Julia, nous sommes arrêtés par un portail assez sobre en plein cintre à longs claveaux. Il a été fabriqué avec deux matériaux propres aux environs. Le premier est le marbre rose de Villefranche-de-Conflent et le marbre gris bleu de Baixas. Le portail de la casa Julia est donc entouré par des pierres bichromes. Ces deux marbres sont caractéristiques de l’architecture gothique catalane. Ce portail ouvre un passage couvert d’un plafond en bois qui dessert la cour. Dans cette même cour se trouve un puits. Lors de la rénovation ils ont enlevé le sol qui était en ciment et ils ont découvert en dessous de ce ciment des fragments de carreaux en terre cuite qui étaient sûrement le pavement d’origine. L’accès au premier étage se fait aujourd’hui par un grand escalier datant du milieu du XVIIIe siècle.

### Les décors
Sur le plafond de la grande salle se trouve un décor peint. De faux-plafonds ont été aménagés afin garder une bonne conservation du plafond et de son décor peint. Le plafond est décoré de motifs floraux blancs et noirs réalisés au pochoir. Les ornements peints tentent de ramener un certain naturalisme avec un répertoire riche et précieux. La technique picturale est maîtrisé car le plafond peint donne un effet de réalisme et de profondeur. Les corbeaux de grande salle sont peints avec des motifs floraux et des motifs de feuilles bleus et gris dessinés en noir sur fond rouge. Les autres plafonds peint de la maison qui sont moins important que celui de la grande salle ont subi une restauration qui empêchent de savoir si le décor peint participait à la hiérarchisation des espaces. Au rez-de-chaussée de la casa Julia, l’ensemble des moulures ainsi qu’un couvre-joint sont alternativement peints en rouge et bleu alors que les solives sont peintes en brun foncé. On peut aussi trouver un décor sculpté dans la casa Julia, il se situe dans le patio. Ce décor sculpté est présent sur les bases et les chapiteaux. Un architecte en 1914 nommé L. Sallez compare les chapiteaux de la Casa Julia avec ceux du cloître Sainte- Anne à Barcelone qui appartient à une église qui est à la fois d’art roman et gothique. Le plan de la Casa Julia se rattache aux demeures méditerranéennes avec son architecture civile gothique catalane. Cependant il est très difficile encore de réellement dater l’édifice par manque d’informations. Même si au départ beaucoup d’éléments montrent le style gothique du bâtiment, les prélèvements faits de la maison, puis étudiés en laboratoire, révèlent différentes périodes dans la construction de la maison. Par exemple l’aménagement des plafonds paraissent plus contemporains que la battisse. Les bases et les chapiteaux aux épais tailloirs de la galerie du premier étage de tradition romane, que l’on trouve aussi dans l’architecture religieuse catalane, montrent la pluralité des arts et des styles présents dans la Casa Julia. 